# 心叶珠子参
心叶珠子参（学名：Codonopsis convolvulacea var. efilamentosa）为桔梗科党参属下的一个变种。

## 扩展阅读
- 維基物種上的相關：心叶珠子参